# Malcostume
Malcostume è il quarto album in studio del cantautore italiano Immanuel Casto, pubblicato il 10 giugno 2022 dalla Freak & Chic con distribuzione Artist First.

## Promozione
L'uscita del disco è stata anticipata dai singoli Dick Pic, pubblicato il 19 giugno 2021, Piena, uscito il 3 dicembre 2021, e Wasabi Shock, pubblicato il 23 maggio 2022. Un video musicale per il brano Amore ariano è stato pubblicato in contemporanea con l'uscita dell'album, mentre il 10 gennaio 2023 è stato pubblicato il video musicale del brano Insegnami la vita, che vede la partecipazione di Romina Falconi.

## Tracce
Crediti riportati sul sito della SIAE.
1. Eternit (Intro) – 2:19 (testo: Manuel Cuni – musica: Stefano Maggiore)
2. Piena (feat. Karma B) – 3:08 (testo: Manuel Cuni, Gaspare Bitetto – musica: Stefano Maggiore, Romina Falconi)
3. Wasabi Shock – 3:31 (testo: Manuel Cuni, Romina Falconi – musica: Stefano Maggiore, Romina Falconi)
4. Insegnami la vita (feat. Romina Falconi) – 3:58 (testo: Manuel Cuni, Romina Falconi, Viviana Viviani – musica: Stefano Maggiore, Romina Falconi)
5. Amore ariano – 3:59 (testo: Manuel Cuni, Gaspare Bitetto – musica: Stefano Maggiore)
6. Sangue e incenso – 4:03 (testo: Manuel Cuni, Viviana Viviani – musica: Stefano Maggiore, Romina Falconi)
7. Dick Pic – 4:00 (testo: Manuel Cuni, Viviana Viviani – musica: Stefano Maggiore, Romina Falconi, Manuel Cuni)
8. Almeno non è gay – 3:51 (testo: Manuel Cuni, Gaspare Bitetto – musica: Stefano Maggiore, Romina Falconi)
9. BB & Chems – 3:48 (testo: Manuel Cuni – musica: Stefano Maggiore, Romina Falconi)
10. Cloruro di vinile (Outro) – 2:01 (testo: Manuel Cuni – musica: Stefano Maggiore)

## Formazione
Musicisti
- Immanuel Casto – voce
- Keen – strumentazione
- Karma B – voce (traccia 2)
- Romina Falconi – voce (traccia 4)
- LaLa McCallan – cori (tracce 5 e 7)
- Alberto Guidetti – voce aggiuntiva (traccia 10)

Produzione
- Immanuel Casto – direzione artistica
- Keen – produzione
- Badhabit – produzione (traccia 2)
- Marco Zangirolami – missaggio (eccetto traccia 7), mastering (eccetto traccia 7)
- Nicola Roda – missaggio (traccia 7)
- Virginia Faraci – missaggio (traccia 7)
- Francesco Brini – mastering (traccia 7)